# Dublin Lockout
Der Dublin Lockout im Jahr 1913 war die schwerwiegendste soziale Auseinandersetzung in der Geschichte Irlands – eine Aussperrung (lockout) von Arbeitern in Dublin, um die Ausbreitung der Gewerkschaftsbewegung zu verhindern.

## Ursprung

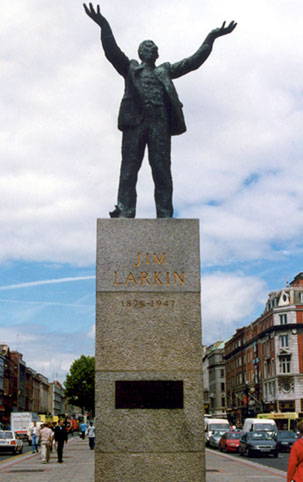
Statue von James Larkin auf der O’Connell Street, Dublin

Früh im Jahr 1913 hatte James Larkin, Begründer der Gewerkschaftsbewegung in Irland, bereits einigen Erfolg bei Arbeitskämpfen in Dublin gesammelt, indem er des Öfteren zu Streiks und zum Boykott von Gütern aufrief. Zwei große Betriebe verweigerten jedoch ihren Arbeitern den Beitritt zu den Gewerkschaften und rückten so in Larkins Blickfeld: Die Guinness-Brauerei und die Dublin United Tramway Company (Straßenbahngesellschaft).
Bei der Dublin United Tramway Company verweigerte der Vorsitzende selbst, der Industrielle und Zeitungsinhaber William Martin Murphy, seinen Arbeitern, der Irish Transport and General Workers’ Union (ITGWU; Transport- und Arbeitergewerkschaft) beizutreten. Während die Belegschaft der Guinness-Brauerei vergleichsweise gut bezahlt wurde und großzügige Zuwendungen vom patriarchischen Management erhielt, sodass die dortigen Beschäftigten nur wenig Begeisterung dafür zeigten, in die „Trade Union“ einzutreten, waren die Arbeitsbedingungen bei der Straßenbahn selbst für irische Verhältnisse skandalös. Arbeitstage von bis zu 17 Stunden, deutlich niedrige Löhne als in anderen Städten, ein Regime von Strafzahlungen und Bespitzelung machten die Arbeiter empfänglich für die Forderungen der Gewerkschaft. Am 15. August 1913 entließ Murphy 40 Arbeiter, von denen er annahm, dass sie der ITGWU beigetreten waren – gefolgt von weiteren 300 innerhalb der folgenden Woche. Am 26. August traten die Straßenbahn-Arbeiter offiziell in den Streik. Angeführt von Murphy verlangten daraufhin 400 Arbeitgeber der Stadt von ihren Arbeitern die Unterzeichnung einer Bestätigung, dass sie nicht der ITGWU angehörten und nicht an Streiks teilnehmen würden.

## Der Streik
Die darauf entstandene Auseinandersetzung war die schwerwiegendste in der Geschichte Irlands. Arbeitgeber in Dublin verständigten sich auf eine Aussperrung ihrer Arbeiter und stellten Streikbrecher aus Großbritannien und Irland ein. Das Überleben der Arbeiter Dublins, damals die ärmsten im ganzen Vereinigten Königreich, hing von Spenden des britischen Trades Union Congress (TUC) und anderer irischer Quellen ab, die von der ITGWU verteilt wurden. Ein Plan, durch den die Kinder streikender Arbeiter zeitweise von britischen Gewerkschaftern versorgt werden sollten, wurde von der katholischen Kirche blockiert, die gegen die Tatsache protestierte, dass die Kinder dadurch in ein atheistisches und protestantisches Umfeld gelangen würden. Die Kirche unterstützte hingegen die Arbeitgeberseite und verurteilte Larkin als sozialistischen Revolutionär.
Die Streikenden organisierten Massenaufläufe und Beschimpfungen gegen Streikbrecher, die die Dublin Metropolitan Police oft mit gewaltsamen Mitteln auflöste. Der Übergriff der Polizei am 31. August 1913 auf der O’Connell Street endete mit zwei toten Arbeitern und mehreren hundert Verletzten. In der Arbeiterbewegung gilt dieser Tag auch als Blutsonntag (nicht zu verwechseln mit den beiden anderen Blutsonntagen der Jahre 1920 und 1972 der irischen Geschichte). Kurze Zeit später wurde ein Arbeiter von einem Streikbrecher erschossen, worauf Larkin und Connolly die Irish Citizen Army gründeten, um die demonstrierenden Arbeiter zu schützen.
Die siebenmonatige Aussperrung bestrafte zehntausende Dubliner Arbeiter und Arbeitgeber. Larkin wurde durch die drei auflagenstärksten Zeitungen Irish Independent, Sunday Independent und Evening Herald, deren Besitzer passenderweise William Martin Murphy war, als der Sündenbock hingestellt. Weitere Führer der ITGWU dieser Zeit waren James Connolly und William O’Brien, während einflussreiche Personen wie Patrick Pearse, Constance Markiewicz, William Butler Yeats und Pierce Charles de Lacy O’Mahony die Arbeiter in den ansonsten Anti-Larkin-Zeitungen unterstützten.
Der „Lockout“ wurde erst Anfang 1914 beigelegt, als die Aufforderung von Larkin und Connolly nach unterstützenden Streiks in Großbritannien von der britischen TUC abgelehnt wurde. Die meisten Arbeiter, nach dem monatelangen Kampf ohne Einkommen am Rande des Hungertods, kehrten schließlich an ihren Arbeitsplatz zurück und unterzeichneten Verträge, in denen sie sich dazu bereit erklärten, keiner Gewerkschaft beizutreten. Das Image der ITGWU wurde durch die Niederlage im Lockout schwer beschädigt und durch die Abwanderung von Larkin nach Amerika (1914) sowie die Hinrichtung von Connolly nach dem Osteraufstand (1916) weiter geschwächt.